# 東ボスポラス海峡

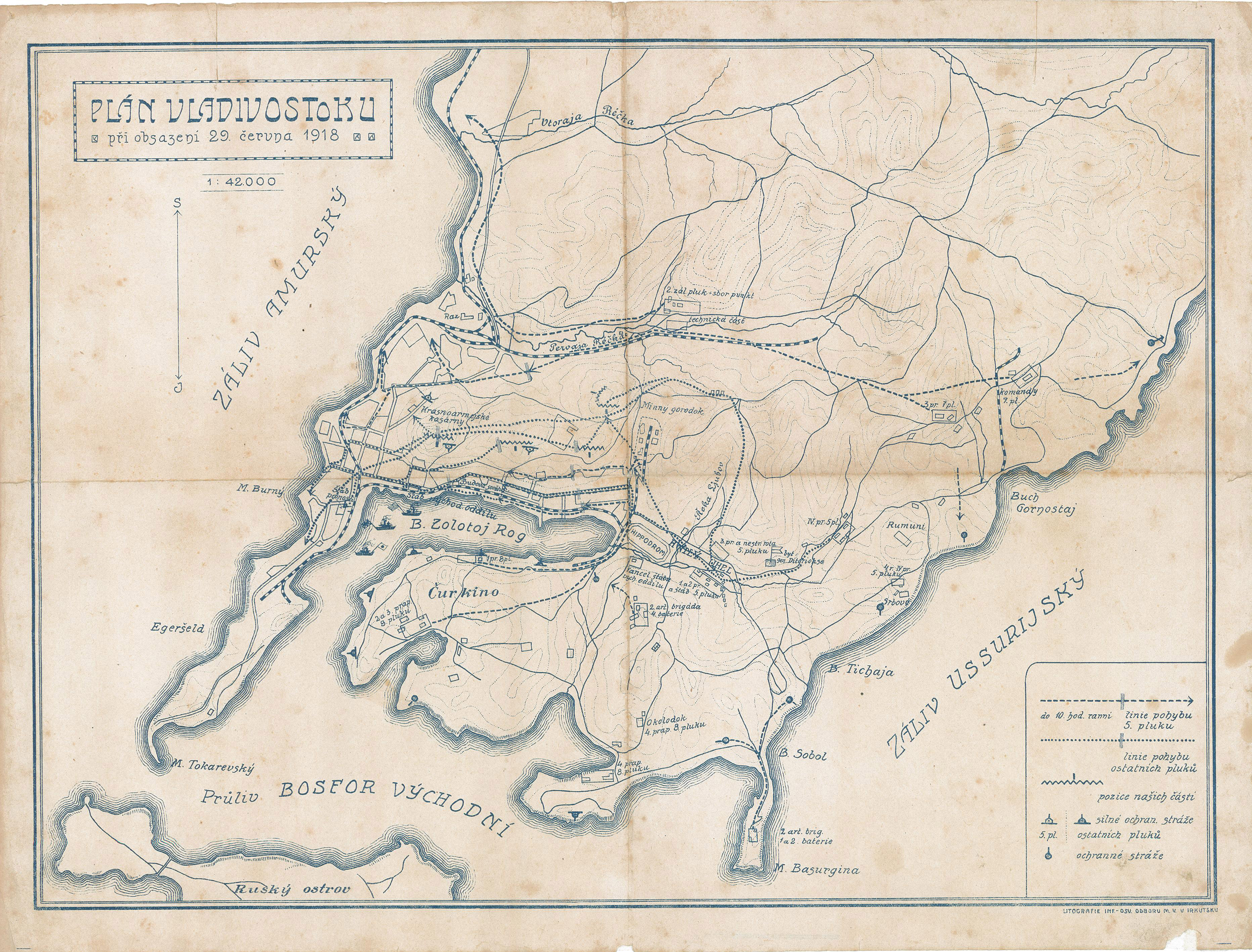
ウラジオストクの古地図（1918年）

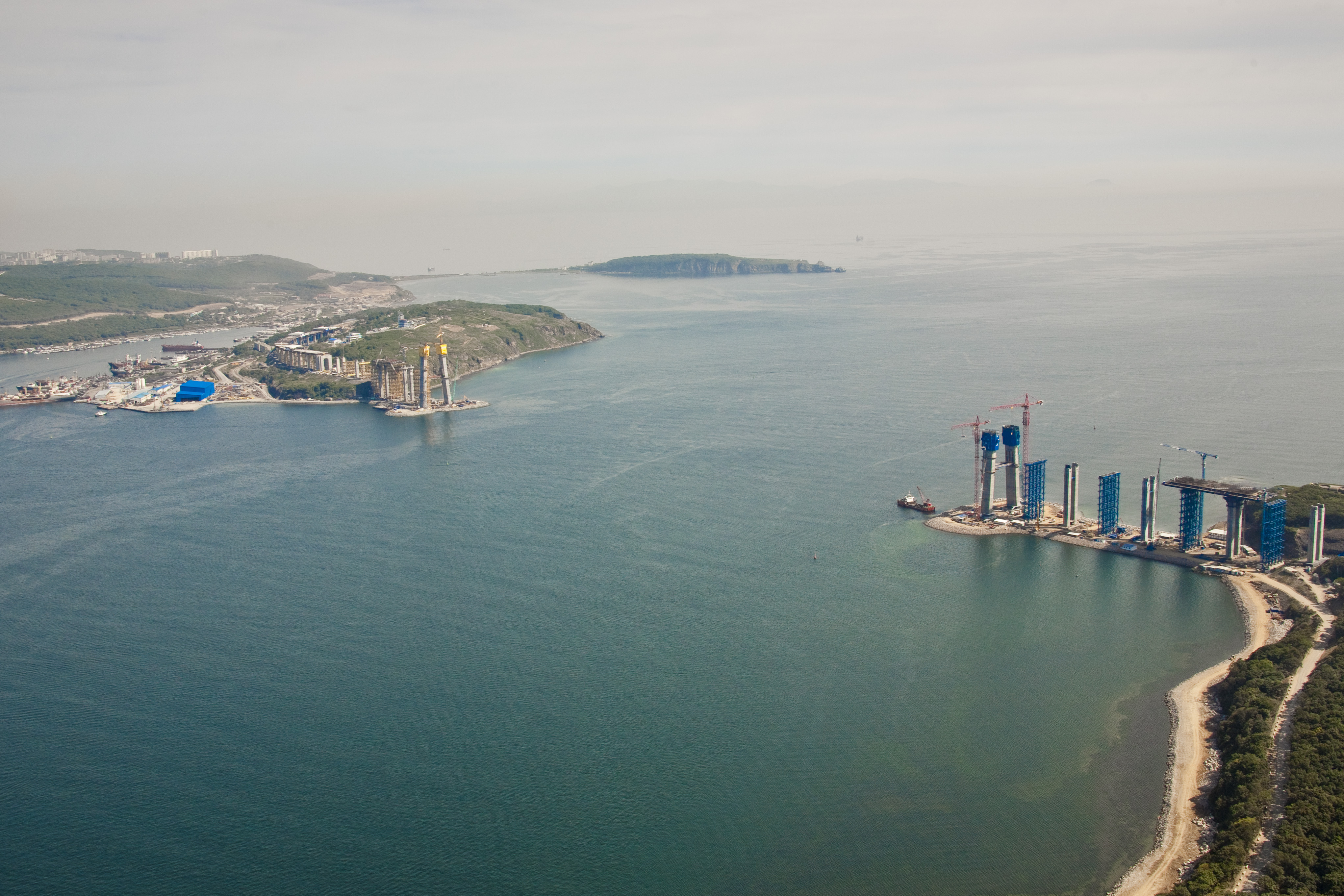
ルースキー島連絡橋（工事中）

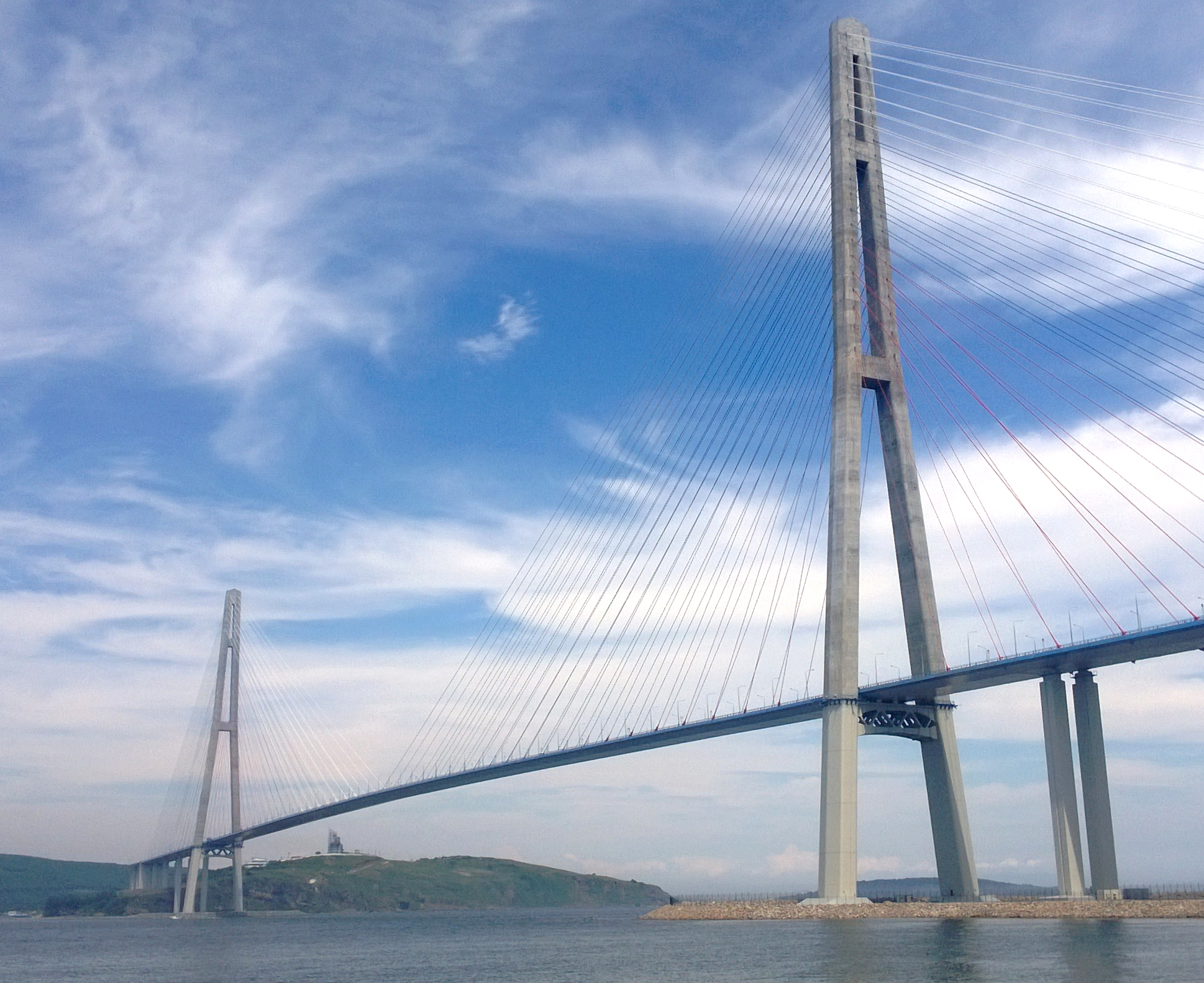
ルースキー島連絡橋（完成後）

東ボスポラス海峡（ひがしボスポラスかいきょう、ロシア語: Босфор Восточный）は、ロシア連邦共和国沿海地方南海岸のウラジオストクにある海峡で、ムラヴィヨフ＝アムールスキー半島とイェフゲニー諸島がウスリー湾とアムール湾で東西に分かれている間を結んでいる。

## 概要
東ボスポラス海峡は、ロシアの沿海地方にある海峡で、ムラヴィヨフ＝アムールスキー半島とルースキー島を隔てており、ピョートル大帝湾のアムール湾とウスリー湾を接続している。ロシアの船舶も黒海へ頻繁に出入りをするトルコのボスポラス海峡にちなんで名付けられている。
東ボスポラス海峡の深さは最大50メートル、長さは約9キロメートルであり、幅が最も狭いところはわずか800メートルである。この海峡の半島とルスキー島内には、ウラジオストク市の主要区域が位置する金角湾やいくつかの湾があるのが特徴である。
ウラジオストクの半島とルースキー島を結ぶルースキー橋が2012年7月に完成した。中央スパンは1,104メートルで、世界で最も長い斜張橋の1つであった。